# Прапор Перечинського району
Пра́пор Пере́чинського райо́ну затверджений 3 липня 2003 p. рішенням Перечинської районної ради.

## Опис
Прапор району являю собою прямокутне полотнище, на якому домінують три барви: зелений, синій, срібний. При затвердженні прапора була врахована специфіка природного рельєфу — зелені гори і долини, дві сині стрічки найбільших річок Ужа і Тур'ї, виділені срібним обрамленням.
Ліворуч уздовж древка впоперек розташована зелена стрічка впритул до орнаменту, що виконаний у кольорах вишивок, притаманних Лемківщині. Орнамент вишивки символізує талановитість жителів краю, їх вірність народним традиціям.
Основні барви орнаменту: червоний, синій, чорний, білий, зелений, частково — жовтий.